# Кабельо, Камила
Ка́рла Ками́ла Кабе́льо Эстраба́о (исп. Karla Camila Cabello Estrabao, испанский: [ka'mila ka'beʎo]; 3 марта 1997 года) — американская певица, получившая известность после участия в телевизионном шоу The X Factor в 2012 году в составе группы Fifth Harmony. В группе она выпустила один мини-альбом и два студийных альбома. 18 декабря 2016 года стало известно, что Камила покинула коллектив. Сольный сингл 2017 года Havana возглавлял чарты во многих странах, включая Billboard Hot 100, а дебютный студийный альбом Camila (2018) был на первом месте в Billboard 200.

## Биография

### Детство и юность
Камила Кабельо родилась 3 марта 1997 года в небольшой рыбацкой деревушке Кохимар, которая находится рядом с Гаваной, Куба. До 6 лет маленькая Камила жила на две страны, переезжая из Гаваны в Мехико и обратно. В 6 лет девочка вместе с мамой эмигрировала в США и поселились у друга семьи в Майами. Отец Камилы смог переехать к дочери и жене только через полтора года. Маленькая Мила, родным языком которой является испанский, абсолютно не знала английский и смогла выучить его только благодаря различным телевизионным шоу. В 2008 году Камилла получила американское гражданство.

### The X Factor и Fifth Harmony

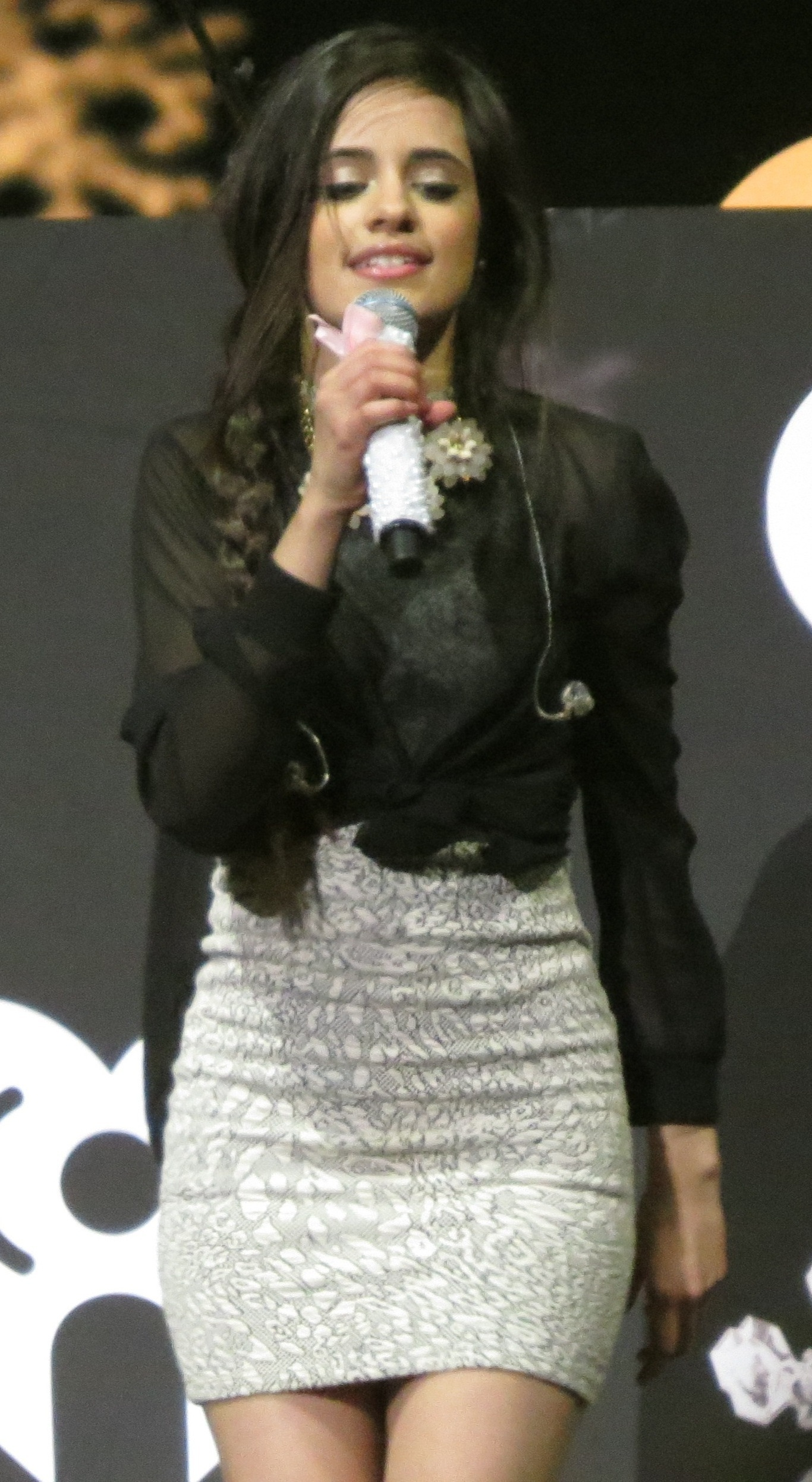
Кабельо в 2013 году

Летом 2012 года Кабельо прошла прослушивание на The X Factor в Гринсборо. После того, как она не смогла пройти прослушивание в качестве сольной исполнительницы, её вернули и объединили в группу с четырьмя другими девушками, которые позже станут известны как Fifth Harmony. После того, как коллектив занял третье место, они подписали контракты с лейблами с Syco Music и Epic Records.
В 2013 году группа выпустила дебютный мини-альбом Better Together; в 2015 был выпущен 1 студийный альбом Reflection и в 2016 второй альбом 7/27. С 2013 до конца 2016 года Камила гастролировала во всех мировых турне группы.
18 декабря 2016 года было анонсировано, что Камила покинула группу ради сольной карьеры. Последнее выступление Камилы с Fifth Harmony показали 31 декабря 2016 года.

### Сольная карьера
В ноябре 2015 года Камила выпустила сингл «I Know What You Did Last Summer» с канадским исполнителем Шоном Мендесом. Песня попала в топ-20 чартов США и Канады и получила платиновую сертификацию в Америке, Норвегии и Швеции.
В октябре 2016 года Кабельо выпустила сингл «Bad Things» совместно с рэпером Machine Gun Kelly, который вошёл в топ-5 Billboard Hot 100. В декабре Камила попала в список «25 самых влиятельных подростков 2016 года», составленных авторитетным изданием Time.
16 февраля 2017 года состоялась премьера песни норвежского диджея Cashmere Cat «Love Incredible», при участии Камилы. Трек вошёл в дебютный студийный альбом диджея — «9».
10 марта 2017 года был выпущен сингл «Hey Ma» совместно с Питбулем и Джем Бальвина, при участии Камилы.
Песня стала официальным саундтреком к фильму Форсаж 8. Есть две версии песни, одна на испанском и одна на английском. Испаноязычная версия сингла дебютировала под номером 5 в Hot Latin Songs с 14000 загрузок.
19 мая 2017 года вышел сингл «Crying in the Club».
12 января дебютный студийный альбом Camila (2018) сразу попал на первое место в американском хит-параде Billboard 200 с тиражом 119,000 альбомных эквивалентных единиц, включая 65,000 альбомных продаж.
21 июня 2019 года Кабельо вместе с канадским певцом Шоном Мендесом выпустили сингл и видеоклип «Señorita», который занял второе место в американском хит-параде Billboard Hot 100.
12 февраля 2020 года у Камилы выходит чёрно-белое видео на песню «My Oh My» при участии рэпера DaBaby.
В 2021 году сыграла главную роль в музыкальном фильме «Золушка».

## Личная жизнь
С 2018 по 2019 год находилась в отношениях с писателем Меттью Хасси, с которым познакомилась на The Today Show.
Она начала встречаться с канадским певцом Шоном Мендесом в июле 2019 года. Отношения вызвали споры, поскольку обоих обвиняли в попытке наладить отношения для рекламы, но Мендес настаивал на том, что это «определенно не рекламный ход». Отношения подтвердились после выхода их песни «Señorita». В ноябре 2021 года Кабельо и Мендес объявили о своем разрыве.

### Семья
Отец Камилы, Алехандро Кабельо, после переезда в США работал автомойщиком, на данный момент владеет подрядной организацией, которая занимается строительством, проектированием и ремонтом домов; мать, Сину Кабельо, по образованию — архитектор. После эмиграции в Майами, для того, чтобы растить дочь, работала продавцом обуви в универмаге «Marshalls». На данный момент Сину частично занимается карьерой Камилы. Также у Камилы есть младшая сестра по имени София, родившаяся в 2007 году.

## Дискография

### Альбомы
- Camila (2018)[25]
- Romance (2019)[30]
- Familia (2022)
- C,XOXO (2024)

### Синглы
| Название                                                       | Год  | Пиковая позиция в чартах | Пиковая позиция в чартах | Пиковая позиция в чартах | Пиковая позиция в чартах | Пиковая позиция в чартах | Пиковая позиция в чартах | Пиковая позиция в чартах | Пиковая позиция в чартах | Пиковая позиция в чартах | Пиковая позиция в чартах | Сертификация | Альбом                     |
| Название                                                       | Год  | US                       | US Pop                   | AUS                      | CAN                      | DEN                      | IRE                      | ITA                      | NZ                       | SWE                      | UK                       | Сертификация | Альбом                     |
| -------------------------------------------------------------- | ---- | ------------------------ | ------------------------ | ------------------------ | ------------------------ | ------------------------ | ------------------------ | ------------------------ | ------------------------ | ------------------------ | ------------------------ | --- | -------------------------- |
| «I Know What You Did Last Summer» (совместно с Шоном Мендесом) | 2015 | 20                       | 10                       | 33                       | 19                       | 21                       | 42                       | 53                       | —                        | 24                       | 42                       | - RIAA: 2× Платиновый - ARIA: Золотой - BPI: Серебряный - FIMI: Золотой - IFPI DEN: Золотой - IFPI SWE: Платиновый - MC: Платиновый - RMNZ: Золотой | Handwritten Revisited      |
| «Bad Things» (совместно с Machine Gun Kelly)                   | 2016 | 4                        | 1                        | 22                       | 13                       | —                        | 21                       | 47                       | 11                       | 36                       | 16                       | - RIAA: 4x Платиновый - RMNZ: Золотой | Bloom                      |
| «Love Incredible» (совместно с Cashmere Cat и SOPHIE)          | 2017 | —                        | —                        | —                        | —                        | —                        | —                        | —                        | —                        | —                        | —                        | | 9                          |
| «Crying in the Club»                                           | 2017 | 47                       | 19                       | 39                       | 31                       |                          | 17                       | 62                       | 2                        | 58                       | 12                       | - RIAA: Платиновый | Crying in the Club (7″ EP) |
| «Havana» (совместно с Young Thug)                              | 2017 | 2                        | 8                        | 1                        | 1                        | 2                        | 1                        | 5                        | 2                        | 8                        | 1                        | - RIAA: 9x Платиновый | Camila                     |
| «Never Be The Same»                                            | 2018 | 6                        | 10                       | 7                        | 20                       | 30                       |                          | 85                       | 4                        | 23                       | 7                        | - RIAA: 3x Платиновый - ARIA:Платиновый - BPI: Золотой - MC: Платиновый - RMNZ: Платиновый                                                          | Camila                     |

- «Liar» (2019)
- «Shameless» (2019)
- «Don’t Go Yet» (2021)
- «I LUV IT» (feat. Playboi Carti) (2024)

## Туры

### В качестве хедлайнера
- Never Be the Same Tour (2018)
- The Romance Tour (2020)

### На разогреве
- Бруно Марс — 24K Magic World Tour[англ.] (2017)
- Тейлор Свифт — Reputation Stadium Tour (2018)

## Награды и номинации
Среди наград Камилы Billboard Music Award, MTV Europe Music Awards, iHeartRadio Music Award, MTV Video Music Award, iHeartRadio Much Music Video Awards, Billboard Women in Music (Breakthrough Artist).

### American Music Awards
| Год  | Номинируемая работа           | Категория                       | Результат | Ссылка |
| ---- | ----------------------------- | ------------------------------- | --------- | ------ |
| 2018 | Камила Кабельо                | Новый артист года               | Победа    | [ 58 ] |
| 2018 | Камила Кабельо                | Favorite Pop/Rock Female Artist | Номинация | [ 58 ] |
| 2018 | «Havana» (вместе с Янг Тагом) | Collaboration of the Year       | Победа    | [ 58 ] |
| 2018 | «Havana» (вместе с Янг Тагом) | Video of the Year               | Победа    | [ 58 ] |
| 2018 | «Havana» (вместе с Янг Тагом) | Favorite Pop/Rock Song          | Победа    | [ 58 ] |
| 2019 | «Señorita» (с Шоном Мендесом) | Collaboration of the Year       | Победа    |        |